# Harry Dexter White
Harry Dexter White (Boston, Massachusetts, 29 de octubre de 1892 – Fitzwilliam, Nuevo Hampshire, 16 de agosto de 1948) fue un economista estadounidense, director del Departamento del Tesoro de Estados Unidos, que participó en la conferencia de Bretton Woods. White redactó el primer borrador del Fondo Monetario Internacional, una semana después del ataque sobre Pearl Harbor.
En agosto de 1948 White se vio obligado a testificar y a defender su reputación ante el Comité de Actividades Antiestadounidenses, HUAC por sus siglas en inglés. Tres días después de testificar, falleció de un ataque al corazón en su residencia de verano en FitzWilliam, New Hampshire. Diversas fuentes, incluido el FBI y los archivos soviéticos, señalan que White pasó información estatal secreta a la Unión Soviética.

## Acusación de espionaje

### Acusaciones de las cámaras 1939, 1945, 1948
El 2 de septiembre de 1939, el subsecretario de Estado y asesor de seguridad interna de Roosevelt, Adolf Berle, tuvo una reunión, organizada por el periodista Isaac Don Levine, con el agente soviético desertor Whittaker Chambers. En sus notas de esa reunión, escritas más tarde esa noche, Levine enumeró una serie de nombres, incluido un "Sr. White". Las notas de la reunión de Berle no contienen ninguna mención de White. Berle redactó un memorando de 4 páginas sobre la información que luego pasó al presidente, quien descartó la idea de redes de espionaje en su administración como "absurda". El director del FBI, J. Edgar Hoover, aun en 1942, también descartó las revelaciones de Chambers como 'historia, hipótesis o deducción'.
El 20 de marzo de 1945, el oficial de seguridad del Departamento de Estado, Raymond Murphy, entrevistó a Chambers. Sus notas registran que Chambers identificó a White como "un miembro en general, pero bastante tímido", que había traído a varios miembros de la clandestinidad comunista estadounidense al Tesoro.
En la primavera de 1948, el ayudante de Truman, Stephen J. Spingarn, interrogó a Whittaker Chambers, un exagente de espionaje soviético admitido, sobre Harry Dexter White: "Chambers... me dijo que no creía que Harry White fuera comunista; creía que era un hombre que pensó que era más inteligente que los comunistas, y que podía usarlos, pero en realidad lo usaron a él". Chambers testificó posteriormente el 3 de agosto de 1948, sobre su asociación con White en el aparato secreto clandestino comunista hasta 1938. Chambers produjo documentos que había guardado de sus días como mensajero para la red de espionaje estadounidense de los soviéticos. Entre estos había un memorando escrito a mano que testificó que White le había dado. El Departamento del Tesoro identificó que este documento contenía material altamente confidencial del Departamento de Estado, mientras que el Laboratorio del FBI estableció que estaba escrito con la letra de White. Sin embargo, Chambers afirmó que White era el menos productivo de sus contactos. Chambers dijo de White: "Sus motivos siempre me desconcertaron" (un punto subrayado más tarde por su nieto David Chambers).

### Acusaciones de Bentley 1945, 1948, 1953
El 7 de noviembre de 1945, la desertora mensajera de espionaje soviética Elizabeth Bentley dijo a los investigadores de la Oficina Federal de Investigaciones (FBI) que a fines de 1942 o principios de 1943 se enteró por los espías soviéticos Nathan Gregory Silvermaster y Ludwig Ullmann que una fuente del gobierno estaba fotografiando y transmitiendo a ella y al maestro de espías de la NKVD, Jacob Golos, este resultó ser Harry Dexter White.
Al día siguiente, el director del FBI, J. Edgar Hoover, envió una carta entregada en mano al asistente militar de Truman, el general Harry Vaughan, en la Casa Blanca, informando que "varias personas empleadas por el gobierno de los Estados Unidos han estado proporcionando datos e información a personas ajenas al Gobierno Federal, quienes a su vez transmiten esta información a los agentes de espionaje del gobierno soviético". La carta enumeraba una docena de sospechosos de Bentley, el segundo de los cuales era Harry Dexter White.
El FBI resumió la información de Bentley y en su investigación de seguimiento sobre los sospechosos que ella nombró, incluyendo nuevamente a White, en un informe titulado 'Espionaje soviético en los Estados Unidos', que fue enviado a la Casa Blanca, el Fiscal General y el departamento de estado. El 4 de diciembre de 1945. Seis semanas más tarde, el 23 de enero de 1946, Truman nombró a White como director estadounidense del Fondo Monetario Internacional. El FBI respondió con un memorando de 28 páginas, específicamente sobre White y sus contactos, recibido por la Casa Blanca el 4 de febrero de 1946. La nominación de White fue aprobada por el Senado, ignorando las acusaciones contra White, el 6 de febrero de 1946.
Seis años después, Truman testificaría que White había sido "separado del servicio del gobierno de inmediato" al recibir esta información, primero del Tesoro y luego del FMI. De hecho, White todavía estaba en el FMI el 19 de junio de 1947, más de dos años después de que el FBI alertara a la Casa Blanca sobre él, cuando renunció abruptamente (desocupando su cargo el mismo día), luego de que el Fiscal General Tom Clark ordenara una Investigación del gran jurado federal de los cargos de Bentley.
El 31 de julio de 1948, Bentley le dijo al Comité de Actividades Antiamericanas de la Cámara que White había estado involucrado en actividades de espionaje en nombre de la Unión Soviética durante la Segunda Guerra Mundial y había pasado documentos confidenciales del Tesoro a agentes soviéticos. Bentley dijo que los colegas de White le pasaron información de él. En su testimonio de 1953, Bentley dijo que White fue responsable de pasar placas del Tesoro para imprimir marcas militares aliadas en la Alemania ocupada a los soviéticos, quienes imprimieron dinero, lo que provocó un mercado negro y una inflación grave en todo el país ocupado, lo que le costó a EE. UU. una cuarta parte de mil millones de dólares. Sin embargo, la explicación alternativa es que los funcionarios del Tesoro temían que negar el uso soviético de las placas en su sector de ocupación pondría en peligro la cooperación de posguerra.